# Jaime Jiménez Merlo
Jaime Jiménez Merlo   (Valdepeñas, 10 de desembre de 1980) és un exfutbolista espanyol que jugava com a porter. Nascut a Valdepeñas, província de Ciudad Real, el 10 de desembre de 1980. La temporada 2011/12 guanya el Trofeu Zamora com a porter menys golejat de la Segona Divisió amb el Reial Valladolid.

## Trajectòria
| Club                   | Any     |
| ---------------------- | ------- |
| Valdepeñas CF          | 1998/99 |
| València Mestalla      | 1999/00 |
| Gimnàstic de Tarragona | 2000/01 |
| CD Ferriolense         | 2001/02 |
| Reial Mallorca B       | 2001/02 |
| Zamora CF              | 2002/03 |
| AD Ceuta               | 2003/05 |
| CF Ciudad de Murcia    | 2005/07 |
| Granada 74 CF          | 2007/08 |
| Elx CF                 | 2008/11 |
| Real Valladolid CF     | 2011/14 |
| SD Eibar               | 2014/16 |